# Parastriga
Parastriga es un género con una especie de plantas de flores perteneciente a la familia Scrophulariaceae. 

## Especie seleccionada
- Parastriga electroides

- Datos: Q9055539